# 思依镇
思依镇，是中华人民共和国四川省南充市阆中市下辖的一个乡镇级行政单位。2019年10月，撤销北门乡和枣碧乡，将其所属行政区域划归思依镇管辖。

## 行政区划
思依镇下辖以下地区：
盘龙社区、大益湾村、崇林观村、桃花河村、木林塘村、石马梁村、白盐沟村、新庙垭村、金斗观村、龙庙河村、竹罗村、小垭子村和石长村，青林山社区、松林塘村、青河村、杨家河村、周公寨村和大梁山村，北门山村、铧厂河村、桥河头村、宋家嘴村、神皇垭村、三叉河村、马鞍山村和张清庙村。